# Trans TV
Trans TV (Televisi Transformasi Indonesia) es una cadena de televisión nacional de Indonesia. El canal se encuentra en el Sur de Yakarta. En 1999 fue fundado por Chairul Tanjung y se lanzó el 15 de diciembre de 2001. Actualmente se transmiten noticieros, películas, series dramáticas, programas de variedades, concursos y series de televisión para niños. Trans TV fue la principal emisora de Indonesia de la Copa Mundial de la FIFA 2018, mostrando la mayoría de los partidos de la fase de grupos y todos los partidos finales.

## Programas
- Extravaganza
- Bioskop Trans TV
- Dorce Show hosted by Dorce Gamalama
- Akhirnya Datang Juga
- Taqwa
- Bioskop Indonesia
- Jomblo
- Hidayah
- Kroscek
- Ceriwis

## Comunicadores
- Rheini Abhinawa
- Dewi Fatma
- Andrómeda Amanda
- Nabil Basalamah
- Daisy Weku
- Deddy Zebua
- Adita Nanda
- Fransisca Rathy
- Prabu Revolusi
- Lisa Namuri Arif
- Woro Windrati
- Utrich Farzah
- Novieta Putri